# بال سفير هاجن
بال سفير هاجن (بالنرويجية: Pål Sverre Valheim Hagen)‏ هو ممثل نرويجي، ولد في 6 نوفمبر 1980 بستافانغر في النرويج.

## وصلات خارجية
- بال سفير هاجن على موقع IMDb (الإنجليزية)
- بال سفير هاجن على موقع ألو سيني (الفرنسية)
- بال سفير هاجن على موقع أول موفي (الإنجليزية)
- بال سفير هاجن على موقع قاعدة بيانات الأفلام السويدية (السويدية)
- بال سفير هاجن على موقع قاعدة بيانات الفيلم (الإنجليزية)
- بال سفير هاجن على موقع كينوبويسك (الروسية)